# Longwy-sur-le-Doubs
Longwy-sur-le-Doubs és un municipi francès situat al departament del Jura i a la regió de Borgonya - Franc Comtat. L'any 2007 tenia 557 habitants.

## Demografia

### Població
El 2007 la població de fet de Longwy-sur-le-Doubs era de 557 persones. Hi havia 216 famílies de les quals 64 eren unipersonals (40 homes vivint sols i 24 dones vivint soles), 56 parelles sense fills, 76 parelles amb fills i 20 famílies monoparentals amb fills.
La població ha evolucionat segons el següent gràfic:
Habitants censats

### Habitatges
El 2007 hi havia 248 habitatges, 220 eren l'habitatge principal de la família, 17 eren segones residències i 11 estaven desocupats. 233 eren cases i 14 eren apartaments. Dels 220 habitatges principals, 183 estaven ocupats pels seus propietaris, 36 estaven llogats i ocupats pels llogaters i 1 estava cedit a títol gratuït; 1 tenia una cambra, 5 en tenien dues, 24 en tenien tres, 55 en tenien quatre i 135 en tenien cinc o més. 178 habitatges disposaven pel capbaix d'una plaça de pàrquing. A 100 habitatges hi havia un automòbil i a 102 n'hi havia dos o més.

### Piràmide de població
La piràmide de població per edats i sexe el 2009 era:
| Homes | Edats   | Dones |
| ----- | ------- | ----- |
| 0     | 95 o +  | 0     |
| 0     | 90 a 94 | 0     |
| 4     | 85 a 89 | 12    |
| 0     | 80 a 84 | 4     |
| 8     | 75 a 79 | 16    |
| 8     | 70 a 74 | 12    |
| 12    | 65 a 69 | 12    |
| 20    | 60 a 64 | 12    |
| 16    | 55 a 59 | 12    |
| 16    | 50 a 54 | 24    |
| 8     | 45 a 49 | 20    |
| 24    | 40 a 44 | 8     |
| 4     | 35 a 39 | 32    |
| 20    | 30 a 34 | 4     |
| 24    | 25 a 29 | 16    |
| 12    | 20 a 24 | 12    |
| 24    | 15 a 19 | 4     |
| 16    | 10 a 14 | 16    |
| 28    | 5 a 9   | 16    |
| 8     | 0 a 4   | 4     |

## Economia
El 2007 la població en edat de treballar era de 322 persones, 226 eren actives i 96 eren inactives. De les 226 persones actives 198 estaven ocupades (109 homes i 89 dones) i 28 estaven aturades (9 homes i 19 dones). De les 96 persones inactives 38 estaven jubilades, 33 estaven estudiant i 25 estaven classificades com a «altres inactius».

### Ingressos
El 2009 a Longwy-sur-le-Doubs hi havia 213 unitats fiscals que integraven 521 persones, la mediana anual d'ingressos fiscals per persona era de 15.438 €.

### Activitats econòmiques
Dels 13 establiments que hi havia el 2007, 1 era d'una empresa extractiva, 1 d'una empresa alimentària, 1 d'una empresa de fabricació d'altres productes industrials, 4 d'empreses de construcció, 2 d'empreses de comerç i reparació d'automòbils, 2 d'empreses de serveis i 2 d'empreses classificades com a «altres activitats de serveis».
Dels 7 establiments de servei als particulars que hi havia el 2009, 1 era un paleta, 2 guixaires pintors, 1 fusteria, 1 lampisteria i 2 perruqueries.
L'únic establiment comercial que hi havia el 2009 era una fleca.
L'any 2000 a Longwy-sur-le-Doubs hi havia 26 explotacions agrícoles que ocupaven un total de 1.236 hectàrees.

## Equipaments sanitaris i escolars
El 2009 hi havia una escola elemental.

## Poblacions més properes
El següent diagrama mostra les poblacions més properes.